# Dasychira nigristriata
Dasychira nigristriata är en fjärilsart som beskrevs av Holland 1893. Dasychira nigristriata ingår i släktet Dasychira och familjen tofsspinnare. Inga underarter finns listade i Catalogue of Life.